# Witold Eichler
Witold Eichler (ur. 23 marca 1874 w Międzyrzecu Podlaskim, zm. 17 października 1960 w Pabianicach) – polski lekarz i entomolog.

## Życiorys
Był synem Edwarda Eichlera, aptekarza w drugim pokoleniu. Dziad Witolda, Karol Ferdynand Eichler brał udział w wyprawie Napoleona na Moskwę. Stryj Bogumir Eichler (1843–1905) był botanikiem, powstańcem styczniowym. Rodzina była pochodzenia niemieckie, ale uzyskała szlachectwo i pieczętowała się herbem Dębnik. Zupełnie spolonizowani, Eichlerowie byli wyznania luterańskiego.
Gimnazjum ukończył w 1893 roku w Siedlcach, następnie studiował na Wydziale Medycznym Cesarskiego Uniwersytetu Warszawskiego. Za przynależność do tajnej organizacji i udział w demonstracji patriotycznej 17 kwietnia 1894 na Starym Mieście aresztowany, więziony przez dwa miesiące na Pawiaku, potem skazany na trzyletnią katorgę w Jelcu w guberni orłowskiej. Na rok przed odbyciem całości wyroku objęła go amnestia związana ze śmiercią Aleksandra III. Studiował na Uniwersytecie w Dorpacie i w 1900 roku ukończył medycynę. Podczas studiów przyjęty do korporacji akademickiej Konwent Polonia. Od 1901 do 1904 praktykował w Międzyrzecu. Od 1906 roku w Pabianicach w szpitalu Kindlera, gdzie prowadził oddział położniczo-ginekologiczny.
Po wybuchu I wojny światowej służył jako lekarz w wojsku rosyjskim, w Brześciu nad Bugiem i potem na Kaukazie i w Trapezuncie (od 6 września 1916 do 13 lipca 1917). Po wojnie powrócił do Pabianic i był kolejno dyrektorem szpitala, lekarzem naczelnym (1922) i ordynatorem oddziału akuszeryjno-ginekologicznego. Od 1932 do 1939 prowadził prywatną praktykę położniczą.
Eichler odbywał liczne podróże, podczas których kolekcjonował owady. W maju 1914 roku podróżował do Kaukazu i Culfy. W okresie międzywojennym był w Algierii, Maroku, Tunisie i Trypolitanii.
Opisał dwa nowe dla nauki gatunki chrząszczy:
- Apristus zajtzewi Eichler, 1924
- Harpalus fleischeri Eichler, 1924

## Prace
- Tęgopokrywe (chrząszcze) w życiu człowieka. Entomolog Polski 1 (2–3), s. 37–40, 1911,
- Przyczynek do tęgopokrywych Ojcowa. Pamiętnik Fizjograficzny 22, s. 138–149, 1914,
- Wykaz chrząszczów, zebranych w Sandżaku Trapezuntskim i Gümisch-Chane w Azji Mniejszej w latach 1916-1917. Polskie Pismo Entomologiczne 1–3, s. 26–36, 1922.

## Odznaczenia
- Złoty Krzyż Zasługi (6 marca 1930)[5].